# Королевская битва (манга)
«Королевская битва» (яп. バトル・ロワイアル Батору ровайару, англ. Battle Royale) — манга по роману Косюна Таками «Королевская битва», нарисованная Масаюки Тагути. Пятнадцать томов манги были опубликованы издательством Akita Publishing, а до этого в течение пяти лет выходили в журнале Young Champion Magazine. В России манга была лицензирована компанией «Сакура-пресс». Существует также продолжение, которое называется Battle Royale II: Blitz Royale.

## Отличие сюжета от оригинального романа
Battle Royale практически не отступает от сюжета романа и ближе соответствует ему, нежели одноимённый фильм.
Группа школьников попадает на остров, где они вынуждены сражаться друг с другом до смерти. В результате должен остаться только один победитель, который получит пожизненную пенсию от государства.
Однако в мангу добавлено больше эротических элементов и графически подробное изображение сцен насилия.

## Персонажи
Основными персонажами, как и в оригинальном романе, являются Сюя Нанахара, мягкая и заботливая девушка Норико Накагава, Сёго Кавада, компьютерный гений Синдзи Мимура, беспринципная Мицуко Сома и безжалостный Кадзуо Кирияма.

## Издания на русском языке
- Таками К. Королевская битва. В 15 томах. = Battle Royale. — Сакура-пресс, 2009. — Т. 1. — 224 с. — (Манга!). — 10 000 экз. — ISBN 978-5-9707-0101-0, ISBN 978-5-9707-0100-3.
- Таками К. Королевская битва. В 15 томах. = Battle Royale. — Сакура-пресс, 2010. — Т. 2. — 224 с. — (Манга!). — 7000 экз. — ISBN 978-5-9707-0102-7, ISBN 978-5-9707-0100-3.
- Таками К. Королевская битва. В 15 томах. = Battle Royale. — Сакура-пресс, 2011. — Т. 3. — 224 с. — (Манга!). — 3500 экз. — ISBN 978-5-9707-0103-4, ISBN 978-5-9707-0100-3.